# Лабро Королов
Лабро (Лари) Лазов Королов (на английски: Larry Koroloff) е канадски историк, филолог,  активист на Македонската патриотична организация, главен редактор на вестник „Македонска трибуна“ и председател на МПО „Швейцария на Балканите“ със седалище в Торонто.

## Биография
Лабро Королов е роден в 1951 година в град Торонто, Канада, в семейството на българския емигрантски деец Лазо Королов. По майчина линия е родственик с македонските войводи Никола Кузинчев и Лазар Поптрайков. Завършва френска и руска филология и педагогика в Университета на Торонто. Преподава история, френски, руски и английски език и литература в различни гимназии в родния си град.
Королов е автор на научни публикации за костурския говор. Книгата му за село Дреновени, Костурско, откъдето произлиза неговият род по бащина и по майчина линия, получава високи оценки от научната общност, като източник на „уникални етнографски, лингвистични и исторически сведения“, „значително обогатява[щ] нашето разбиране на историята, етнологията и езика на най-югозападните части от Македония“ и „основно заглавие при по-нататъшните научни дирения в тази насока“. В нея са представени историята, езикът, обичаите и фолклорът на селото и на околния район от Костурско в Егейска Македония. Отразена е също дейността на Българската екзархия и ВМОРО, събития като Илинденско-Преображенското въстание, както и гръцкото управление в периода 1912 – 1950 година. Изследването е основано на интервюта с много жители на селото, емигрирали в Северна Америка, и на обемна историческа и диалектоложка литература. С негова помощ в 2003 година също излиза книгата на Благой Шклифов „Български диалектни текстове от Егейска Македония“.
Лари Королов е член на централния комитет на Македонската патриотична организация в периода 2010 – 2014 година. От 2011 година е главен редактор на вестник „Македонска трибуна“. Удостоен е с най-високото отличие на Министерството на външните работи на Република България, „Златна лаврова клонка“, за своята „дългогодишна дейност и принос за опазване на българския характер на Македонската патриотична организация, за укрепване на националната и културна идентичност на българската емиграция в Канада“.
| „                                                                                       | Вашият живот и Вашето дело са пример за вдъхновение. Надявам се много млади българи и тук, и отвъд Океана, да следват Вашето дело. Благодаря, че предавате българщината на идните поколения и с това ни карате да се чувстваме достойни, че сме българи и че живеем по тези земи. | “ |
| Георг Георгиев, заместник-министър на външните работи, по повод връчването на отличието | |   |